# Алтіс-Арена
Алтіс-Арена (порт. Altice Arena, раніше Pavilhão Atlântico — Атлантичний павільйон, MEO-арена) — багатоцільова крита арена в Лісабоні, (Португалія). Використовується для проведення концертів, виставок, спортивних змагань. «Pavilhão Atlântico» був відкритий до початку Всесвітньої виставки 1998 року, що проходила в Лісабоні, під час якої арена носила назву  «Pavilhão da Utopia»  (Павільйон Утопії).
Місце проведення пісенного конкурсу "Євробачення 2018".

## Заходи

### Міжнародні заходи
- Expo 1998

### Євробачення
- Пісенний конкурс Євробачення 2018

## Афілійованість
Атлантичний павільйон є членом Associação de Turismo da Lisboa (ATL, укр: Асоціація туризму Лісабона) та активним членом Європейської асоціації арен (EAA). Завдяки цим зв'язкам керівництво Altice Arena має тісні зв'язки з основними аудиторіями та аренами в Європі та отримує вигоду від їх синергії масштабу.